# MMA - Meu Melhor Amigo
MMA - Meu Melhor Amigo é um filme de drama brasileiro de 2025, dirigido por José Alvarenga Júnior e estrelado por Marcos Mion, Antônio Fagundes e Guilherme Tavares. O roteiro é assinado por Paulo Cursino e o próprio Marcos Mion e conta com produção da Formata Produções e Conteúdo em parceria com a  Star Original Productions e da Globo Filmes..E os direitos da obra pertencem a Buena Vista International e  Formata Produções e Conteúdo.
A trama retrata a história de um renomado campeão de MMA que se vê no fim de sua carreira após sofrer uma lesão e que se vê perdido com o diagnóstico de autismo do filho de oito anos, tendo que lutar para entender seu filho e um retorno triunfal de sua carreira, abordando temas como conexão familiar. O filme conta ainda com as atuações de Andreia Horta, Augusto Madeira, Vanessa Giácomo, Welder Rodrigues e Lucio Mauro Filho no demais papéis coadjuvantes.
O filme foi lançado nos cinemas do Brasil em 16 de janeiro de 2025 e teve uma recepção morna entre a crítica especializada, sendo considerado uma "ótima ferramenta para o debate da inclusão social" e um filme didático e atencioso que vem para conscientizar em relação ao autismo. Apesar da mista recepção crítica, o filme saiu-se bem sucedido em seu lançamento comercial, acumulando mais de R$ 1.7 milhão em bilheteria acumulada.

## Premissa
Max (Marcos Mion), um renomado campeão de MMA, se vê à beira do fim de sua carreira após sofrer uma grave lesão no ombro, que o impede de lutar e o força a repensar seu futuro. Em meio a esse período turbulento, ele descobre que é pai de um menino autista de 8 anos, revelação que inaugura um novo e desafiador capítulo em sua vida. Agora, Max precisa enfrentar duas batalhas intensas: a de compreender e conquistar o afeto de seu filho, e a de se preparar para a última e decisiva luta de sua carreira, uma chance final de um retorno triunfante. Em uma jornada repleta de redenção e autoconhecimento, ele se vê desafiado a vencer tanto dentro do ringue quanto na intimidade da paternidade, onde cada passo é crucial para a reconstrução de seu destino e para a descoberta do verdadeiro significado de ser um pai e um guerreiro.

## Elenco
- Marcos Mion como Marcelo Fontana/Max Machadada
- Guilherme Tavares como Bruno Fontana
- Antonio Fagundes como Fred Fontana
- Andreia Horta como Laís Almeida
- Hoji Fortuna como Michel Gomes
- Laura Luz como Naomi Gomes
- Augusto Madeira como Fabiano
- Vanessa Giacomo como Mariana
- Lucio Mauro Filho como Jorge Leite
- Welder Rodrigues como Everaldo Mascarenhas
- Thiago Voltolini como Felipe (Flip)
- Reeh Augusto como Railson
- Marjorie Geraldi como Sandra

## Produção

### Concepção e desenvolvimento
O longa se inspira fortemente na vida de Marcos Mion e na relação com seu filho mais velho, Romeo. Diversos elementos do cotidiano e momentos marcantes da própria trajetória de Mion foram transpostos para o roteiro, como a lembrança de sua infância, quando, ao perceber que Romeo não gostava de abraços, ele discretamente procurava sentir o toque e o cheirinho da cabeça do filho enquanto este dormia. Essa cena íntima e comovente se reflete na relação entre os personagens Max e Bruno no filme.
Em parceria com o diretor José Alvarenga, Mion trabalhou para que o personagem Max deixasse de ser apenas uma extensão de sua própria imagem, transformando-o em uma figura autêntica. O combinado entre eles era o de refazer cenas e diálogos até que a verdade do personagem transparecesse, afastando a associação direta com o “Mionzera” do Caldeirão. Inicialmente, Max foi concebido como um atual campeão de MMA, mas com o tempo a narrativa foi ajustada: o personagem se tornou um ex-campeão que está afastado dos ringues há cinco anos, refletindo a realidade de Mion, agora aos 44 anos, com uma barba grisalha que reforça a passagem do tempo.
Outro elemento importante na construção do personagem foi a lesão no ombro, incluída de forma a remeter às próprias limitações de Mion, que o impedem de executar todos os movimentos típicos de um lutador. O ombro instável, que limita os golpes, tornou-se uma característica definidora de Max e um ponto central do roteiro. Assim, MMA Meu Melhor Amigo se estabelece não apenas como uma narrativa esportiva, mas também como uma reflexão profunda sobre as relações familiares, a busca por autenticidade e a superação pessoal.

## Lançamento
Sua estreia no Festival do Rio ocorreu em 11 de outubro de 2024 e foi lançado nos cinemas do Brasil foi em 16 de janeiro de 2025.

## Recepção

### Bilheteria
MMA - Meu Melhor Amigo teve uma boa recepção em termos de bilheteria. De acordo com a Comscore, em seu final de semana de estreia, entre 16 e 19 de janeiro de 2024, o filme lançou-se na 10ª posição entre os filmes mais assistidos nos cinemas brasileiros, com um público de cerca de 45.740 pessoas, o que gerou uma receita de mais de R$ 1 milhão. Segundo a Agência Nacional do Cinema (Ancine), durante seus 35 dias de exibição comercial, o filme acumulou ao longo de sua exibição um total de 89.605 em público acumulado, gerando uma receita acumulada em R$ 1.773.059,10.

### Resposta da crítica
Em sua crítica no CinePOP, Janda Montenegro avaliou com uma nota 3.5/5 dizendo que é uma "ótima ferramenta para o debate da inclusão social." Na Rolling Stone (Brasil), Camila Gomes avaliou como "didático e afetuoso (...) conscientiza sobre autismo."